# Bázel–Mulhouse–Freiburg-EuroAirport repülőtér
Az EuroAirport Basel-Mulhouse-Freiburg (IATA: BSL, ICAO: LFSB) különleges jogi státuszú, közös francia-svájci igazgatású nemzetközi repülőtér a francia-német-svájci hármashatár közvetlen közelében, Franciaország területén. A megnyitására 1946. május 8-án került sor. Éves utasforgalma 2 597 652 fő (2020).

## Jogi státusza
A repülőtér különleges jogi státuszt élvez: egyike a világ azon kevés reptereinek, amelyet két ország közösen működtet. Egy 1949-ben Franciaország és Svájc által kötött szerződés a jogi alapja a működésének.
Korábban a reptér vám- és útlevélkezelési szempontból két részre volt osztva, mivel Svájc nem volt részese a schengeni egyezménynek, de 2009 márciusában Svájc belépésével a kettéosztás megszűnt.
A különleges jogi státusz miatt a reptérnek három IATA-kódja is van: BSL (Basel) a svájci, MLH (Mulhouse) a francia és EAP (EuroAirport) a nemzetközi kódjel, míg ICAO-kódja LFSB.

## Elhelyezkedése
Maga a reptér francia közigazgatási területen található, Saint-Louis községben, 6 kilométerre északnyugatra a svájci Bázeltől, 22 kilométerre délkeletre a francia Mulhouse-től és 70 kilométerre a német Freiburgtól. Franciaországi fekvése ellenére egy része svájci vámterület, ezt a területet egy út köti össze Svájccal.

## Története
Az építési tervek egy közös svájci-francia reptérre már az 1930-as évek elején létrejöttek, de a kivitelezést a második világháború megállította. 1946-ban azonban a tárgyalások újra folytak arról, hogy a reptér Blotzheimnél, 4 kilométerre a várostól épüljön meg. Megegyeztek, hogy Franciaország adja a földet és Svájc állja az építési költséget. Basel-Stadt önkormányzata elfogadta az árak kifizetését egy ideiglenes reptérre az igazi megépítése előtt. Az építkezés 1946. március 8-án kezdődött és az ideiglenes reptér és egy 1200 méteres kifutópályával el is készült még abban az évben, május 8-án. 1951 és 1953 között a kifutópályát 1600 méteresre hosszabbították. 1972-ben egy 3900 méteres kifutópályát adtak át. 1984-ben már 1 millió utas volt a reptéren.

## Légitársaságok és úticélok
2025-ben a Bázel–Mulhouse–Freiburg-EuroAirport repülőtérről az alábbi járatok indulnak (Utoljára frissítve: 2025-02-28):

### Személy
| Légitársaság      | Célállomások |
| ----------------- | --- |
| Aegean Airlines   | Athén |
| Air Algérie       | Kaszentína Szezonális: Algír |
| Air Arabia Maroc  | Casablanca, Rabat |
| Air Cairo         | Szezonális: Hurghada |
| Air France        | Párizs-Charles de Gaulle repülőtér |
| Air Transat       | Szezonális: Montréal–Trudeau |
| AJet              | Isztambul–Sabiha Gökçen |
| Austrian Airlines | Bécs |
| British Airways   | London–Heathrow |
| Condor            | Szezonális: Palma de Mallorca |
| Corendon Airlines | Szezonális: Antalya |
| Cyprus Airways    | Szezonális: Lárnaka |
| easyJet           | Alicante, Amszterdam, Athén, Barcelona, Berlin, Bordeaux, Brindisi, Bristol, Budapest, Catania, Koppenhága, Edinburgh, Enfidha, Faro, Fuerteventura, Funchal, Gran Canaria, Hamburg, Lanzarote, Lisszabon, London–Gatwick, London–Luton, Madrid, Málaga, Manchester, Marrákes, Montpellier, Nantes, Nápoly, Nizza, Palma de Mallorca, Porto, Prága, Priština, Róma–Fiumicino, Santiago de Compostela, Sevilla, Tel-Aviv (újrakezdődik 2025. június 1.), Tenerife–South, Toulouse, Valencia Szezonális: Agadir, Ajaccio, Antalya, Bari, Bastia, Biarritz, Bilbao (kezdődik 2025 április 4-től), Cagliari, Calvi, Haniá, Dzserba (kezdődik 2025 április 1-től), Dubrovnik, Figari, Heraklion, Hurghada, Ibiza, Krakkó, Lamezia Terme, Lárnaka, Málta, Menorca, Olbia, Palermo, Póla, Reykjavík–Keflavík (kezdődik 2025 április 1-től), Rodosz, Fiume, Rimini (kezdődik 2025 április 16-tól), Salerno, Szkíathosz (kezdődik 2025 június 24-től), Split, Thessaloniki, Velence, Zára |
| Eurowings         | Szezonális: Palma de Mallorca |
| FlyLili           | Szezonális charter: Tel-Aviv |
| flydubai          | Dubai–International |
| FLYYO             | Szezonális charter: Tel-Aviv |
| Israir            | Tel-Aviv (kezdődik 2025. április 1.) |
| Jetsky Airways    | Priština |
| KLM               | Amszterdam |
| Lufthansa         | Frankfurt, München |
| Norwegian         | Szezonális: Koppenhága, Oslo |
| Nouvelair         | Tunisz Szezonális: Dzserba |
| Pegasus Airlines  | Isztambul–Sabiha Gökçen Szezonális: Izmir |
| Ryanair           | Dublin, London–Stansted, Zágráb |
| SunExpress        | Antalya Szezonális: Gaziantep, Izmir, Kayseri |
| Tassili Airlines  | Kaszentína |
| Turkish Airlines  | Isztambul Szezonális: Gaziantep |
| Vueling           | Barcelona |
| Wizz Air          | Banja Luka, Belgrád, Bukarest–Otopeni, Budapest, Kolozsvár, Iași, Krakkó (kezdődik 2025 június 15-től), Niš, Priština, Róma–Fiumicino, Sibiu (kezdődik 2025 augusztus 2-től), Szkopje, Szófia, Tirana, Tuzla, Varsó–Chopin |

### Cargo
| Légitársaság        | Célállomások        |
| ------------------- | ------------------- |
| Air Canada Cargo    | Toronto–Pearson     |
| Korean Air Cargo    | Szöul–Incshon, Bécs |
| Qatar Airways Cargo | Doha                |

## Forgalom
Az utasforgalom az elmúlt években az alábbi módon változott:
| Utasok száma | 10 801 | 1 022 000 | 1 540 000 | 2 089 000 | 3 581 934 | 2 489 676 | 4 261 992 | 5 880 771 | 7 884 366 | 7 050 905 |
|              | 1950   | 1985      | 1989      | 1994      | 1999      | 2003      | 2008      | 2013      | 2017      | 2022      |